# Официрски чинови НОВЈ
Официрски чинови у НОВ и ПОЈ су уведени Указом Врховног штаба НОВ и ПОЈ од 1. маја 1943. године и били су први официрски и подофицирски чинови у Народноослободилачкој војсци Југославије.
До тада чинови нису постојали, а уместо њих су коришћена обележја старешинских односа која су била звања и функције - десетар, водник, политички делегат вода, заменик командира, командир, начелник штаба, заменик команданта, командант, заменик политичког комесара, политички комесар и др.
Официрски и подофицирски чинови који су уведени на основу Уредбе Врховног штаба од маја 1943. године, били су следећи:
- генералски чинови - генерал-пуковник, генерал-лајтант и генерал-мајор
- виши официрски чинови - пуковник, потпуковник и мајор
- нижи официрски чинови - капетан, поручник, потпоручник и заставник
- подофицирски чинови - старији водник, водник, млађи водник и десетар

Истог дана донесен је и „Указ о произвођењу и унапређењу официра Народноослободилачке војске Југославије“, којим су одређени први официри и подофицири НОВ и ПОЈ. Тада је проглашено укупно 3.594 официра, од чега - генерала 13 (2 генерал-лајтанта и 11 генерал-мајора), пуковника 25, потпуковника 67, мајора 189, капетана 459, поручника 1.124 и потпоручника 880 и заставника 837.
„Указ о првим одликовањима“ објављен је у Билтену Врховног штаба НОВ и ПОЈ број 28 (за мај 1943), а „Указ о произвођењу и унапређењу официра НОВЈ“, због своје обимности (на списку се налазило скоро 2.800 имена) је објављен из више делова, такође у Билтену Врховног штаба.
Уредбом о звањима од 22. априла 1944. године политички комесари и њихови помоћници добили су одговарајући ранг официра.

### Списак првих официра НОВЈ
Списак првих официра НОВ и ПОЈ (на списку се налазе само носиоци генералских и виших официрских чинова - пуковника, потпуковника и мајора).
- генерал-лајтнанти:

1. Саво Оровић, начелник Главног штаба НОВ и ПО Војводине, пешадијски пуковник бивше југословенске војске
2. Јакоб Авшич, заменик команданта Главног штаба НОВ и ПО Словеније, коњички пуковник бивше југословенске војске

- генерал-мајори:

1. Арсо Јовановић, начелник Врховног штаба НОВ и ПОЈ, пешадијски капетан I класе бивше југословенске војске
2. Јосип Шкорпик, начелник Штаба Четврте оперативне зоне Хрватске, пешадијски пуковник бивше југословенске војске
3. Војислав Ђокић, начелник Штаба Седме банијске дивизије, пешадијски мајор бивше југословенске војске
4. Иван Гошњак, командант Првог хрватског народноослободилачког ударног корпуса
5. Коста Нађ, командант Првог босанског народноослободилачког ударног корпуса, пешадијски поднаредник бивше југословенске војске
6. Коча Поповић, командант Прве пролетерске дивизије, резервни артиљеријски поручник бивше југословенске војске
7. Веко Булатовић, војни инструктор, пешадијски потпуковник бивше југословенске војске
8. Михаило Анђелић, војни саветник, пешадијски потпуковник бивше југословенске војске
9. Пеко Дапчевић, командант Друге пролетерске дивизије
10. Франц Розман Стане, командант Главног штаба НОВ и ПО Словеније, каплар бивше југословенске војске
11. Михаило Апостолски, командант Главног штаба НОВ и ПО Македоније, генералштабни мајор бивше југословенске војске

- пуковници:

1. Јован Вукотић, начелник Штаба Друге пролетерске дивизије, пешадијски капетан I класе бивше југословенске војске
2. Велимир Терзић, начелник Главног штаба НОВ и ПО Хрватске, пешадијски капетан I класе бивше југословенске војске
3. Павле Илић, помоћник начелника Врховног штаба НОВ и ПОЈ, инжињерски поручник бивше југословенске војске
4. Иван Рукавина, командант Главног штаба НОВ и ПО Хрватске, коњички поднаредник бивше југословенске војске
5. Радован Вукановић, командант Треће ударне дивизије
6. др Гојко Николиш, референт санитета при Врховном штабу НОВ и ПОЈ, војни стипендиста бивше југословенске војске
7. Бранко Обрадовић, командант артиљерије у Другој пролетерској ударној бригади, артиљеријски капетан I класе бивше југословенске војске
8. Рудолф Приморац, начелник Штаба Другог ударног корпуса, пешадијски мајор бивше југословенске војске
9. Сава Ковачевић, командант Пете пролетерске црногорске ударне бригаде
10. Никола Мараковић Нина, командант Седме банијске ударне бригаде
11. Ђоко Мирашевић, мајор бивше југословенске војске
12. Мирко Крџић, председник суда Другог ударног корпуса, војносудски капетан бивше југословенске војске
13. Миле Павичић, ваздухопловни капетан бивше југословенске војске
14. Славко Родић, командант Другог босанског народноослободилачког ударног корпуса
15. Бранко Пољанац, командант Четврте крајишке дивизије, мајор грађевинске струке бивше југословенске војске
16. Станко Опачић Ћаница, члан Главног штаба НОВ и ПО Хрватске
17. Аћим Груловић, командант Главног штаба НОВ и ПО Војводине
18. др Иво Бабоселац, резервни санитетски потпуковник бивше југословенске војске
19. Душан Кведер, начелник Оперативног одељења Главног штаба НОВ и ПО Словеније
20. Славко Врховец
21. др Павле Луначек
22. Здравко Прибелич
23. Петар Драпшин, командант Дванаесте славонске дивизије
24. Владимир Матетић, командант Друге оперативне зоне Хрватске, ваздухопловни капетан II класе бивше југословенске војске
25. Иван Хариш, командант групе диверзантских одреда Главног штаба НОВ и ПО Хрватске

- потпуковници:

1. Глиго Мандић, командант Седамнаесте источнобосанске дивизије, наредник машинске струке у Ратној морнарици бивше југословенске војске
2. Митар Вујовић, шеф економског одсека Врховног штаба НОВ и ПОЈ, интендантски капетан II класе бивше југословенске војске
3. Владимир Смирнов, шеф Техничког одсека Врховног штаба НОВ и ПОЈ
4. Милан Купрешанин, вршилац дужности начелника Штаба Првог хрватског народноослободилачког ударног корпуса
5. Владо Ћетковић, командант Девете далматинске дивизије
6. Вељко Ковачевић, командант Тринаесте приморско-горанске дивизије
7. Илија Енгел, други помоћник начелника Главног штаба НОВ и ПО Хрватске
8. Срећко Манола, на служби у Главном штабу НОВ и ПО Хрватске
9. Богдан Орешчанин, шеф Оперативног одсека Главног штаба НОВ и ПО Хрватске
10. Илија Павловић, шеф Информативног одсека Главног штаба НОВ и ПО Хрватске
11. Љубодраг Ђурић, командант Друге пролетерске ударне бригаде
12. Василије Ђуровић, командант Четврте пролетерске црногорске ударне бригаде
13. Љубо Вучковић, командант Друге далматинске ударне бригаде, поручник бивше југословенске војске
14. Васо Јовановић, начелник Штаба Прве пролетерске дивизије, поручник аутомобилских јединица у Ваздухопловству бивше југословенске војске
15. Милоје Милојевић, заменик команданта Прве пролетерске дивизије, војни чиновник подофицирског ранга бивше југословенске војске
16. Владимир Велебит, официр за везу са страним војним мисијама у НОВЈ, резервни коњички поручник југословенске војске
17. Алексије Гавриљченко, командир брдског топа Прве пролетерске бригаде, артиљеријски капетан I класе бивше југословенске војске
18. Павле Јакшић, командант Седме банијске дивизије
19. др Борислав Божовић, референт санитета Главног штаба НОВ и ПО Хрватске
20. др Војислав Дулић, референт санитета Друге пролетерске дивизије
21. др Херберт Краус, помоћник шефа Санитетског одсека Врховног штаба НОВ и ПОЈ
22. др Ђуро Мештеровић, референт санитета Првог босанског народноослободилачког ударног корпуса, капетан санитетске службе бивше југословенске војске
23. др Јулка Мештеровић, референт санитета Прве пролетерске дивизије
24. др Никола Николић
25. Раде Маријанац, командант Седме банијске ударне бригаде
26. Синиша Николајевић, заменик команданта Шесте крајишке ударне бригаде, интендантски поручник бивше југословенске војске
27. др Васо Бутозан,
28. Јосип Мажар, командант Једанаесте крајишке дивизије
29. Ђурађ Предојевић, заменик команданта Једанаесте крајишке дивизије, артиљеријски наредник бивше југословенске војске
30. Милутин Морача, командант Пете крајишке дивизије
31. Божо Лазаревић, на служби у Штабу Треће ударне дивизије, ваздухопловни капетан II класе бомбардерске авијације бивше југословенске војске
32. Јован Симоновић, капетан бивше југословенске војске
33. Бошко Јанковић, командант Пете пролетерске црногорске ударне бригаде
34. Обрад Цицмил, професор из Пиве
35. Бошко Марковић, наставник Официрске школе Врховног штаба НОВ и ПОЈ
36. Вукашин Суботић, начелник Штаба Шесте пролетерске источнобосанске ударне бригаде, инжињеријски капетан II класе бивше југословенске војске
37. Јанко Петровић, резервни капетан I класе бивше југословенске војске
38. Божо Божовић, командант Прве пролетерске ударне бригаде
39. Бранко Бакић, резервни ваздухопловни капетан II класе бивше југословенске војске
40. Владо Шегрт, командант Десете херцеговачке ударне бригаде
41. Раде Хамовић, начелник Штаба Десете херцеговачке ударне бригаде, поручник бивше југословенске војске
42. Петар Јефтовић, резервни капетан I класе бивше југословенске војске
43. Саво Бурић, командант Првог батаљона Прве пролетерске ударне бригаде